# Acidente do avião Piper Seneca I Filipinas
O Acidente do avião Piper Seneca I Filipinas ocorrido em 18 de agosto de 2012, foi um acidente envolvendo um avião leve Piper PA-34 Seneca com quatro pessoas a bordo, incluindo o secretário do Interior das Filipinas, Jesse Robredo, marido da futura vice-presidente das Filipinas, Leni Robredo. O avião caiu no mar perto da província da ilha de Masbate, nas Filipinas, enquanto voava de Mactan para Naga. Jesse Robredo e outros dois ocupantes morreram no acidente.
O secretário do Interior e do governo local, Robredo e seu assessor, o inspetor-chefe da polícia June Paolo Abrazado, estiveram em Cebu para participar da Cúpula Nacional do Apoio Investigativo Comunitário e do Grupo de Investigação e Detecção Criminal. Robredo já havia contratado um voo aéreo do Aeroporto Internacional de Mactan-Cebu para Manila, mas fretou uma aeronave para levá-lo a Naga para que ele pudesse encontrar com sua família.

## Acidente
A aeronave era um Piper PA-34-200 Seneca I, registrado RP-C4431. Além de Robredo e Abrazado, havia mais dois passageiros a bordo; o piloto que também era o CEO da Aviatour Air (a empresa que operava a aeronave); e o co-piloto, um nepalês.
A caminho de Naga, a tripulação do Seneca solicitou um pouso de emergência no aeroporto de Masbate, citando problemas no motor. Por volta das 15h30, Abrazado enviou uma mensagem de texto informando ao destinatário que eles estavam voltando para Cebu devido a um problema com uma das hélices. Ele também pediu para ser remarcado para o primeiro vôo possível fora de Mactan. Porém, às 16:02, Abrazado enviou mais mensagens, informando que o avião estava fazendo um pouso de emergência no aeroporto de Masbate.
O avião então caiu no mar às margens da ilha de Masbate, a cerca de 300 metros do aeroporto da ilha. Das quatro pessoas a bordo do avião, o único sobrevivente, assessor de Robredo, disse que o avião se partiu ao atingir a água.

## Resgate
Mais de 200 equipes de resgate, juntamente com mergulhadores e helicópteros militares filipinos, começaram a procurar os passageiros após o acidente. A assistência também foi fornecida por mergulhadores técnicos coreanos e um mergulhador alemão voluntario. Além disso, a Marinha dos Estados Unidos enviou o USNS Safeguard, um navio de resgate e resgate que estava passando por reparos em uma doca seca em Subic Bay, para ajudar.
Abrazado foi encontrado a cerca de 500 metros da costa, junto com os destroços. A primeira parte do avião encontrada foi a ponta da asa direita. Um manifesto de voo contendo o nome de Jesse Robredo também foi encontrado próximo ao local do acidente no dia seguinte. Em 20 de agosto, restos da aeronave foram recuperados.
O presidente Benigno Aquino foi a Masbate no dia seguinte ao acidente para receber pessoalmente atualizações sobre a situação. Ele foi acompanhado pelo secretário de Transportes Mar Roxas, que disse que equipamentos especiais de sonar também foram enviados para ajudar na busca e que "nós apenas queremos fazer tudo o que pudermos para salvá-lo [Robredo]". Aquino também disse que Abrazado estava consciente e teve apenas alguns ferimentos.
Em 21 de agosto, Roxas anunciou que os mergulhadores haviam encontrado a fuselagem invertida e que o corpo de Robredo havia sido trazido à costa pela Guarda Costeira das Filipinas. Os destroços estavam a cerca de 800 metros da costa de Masbate, a uma profundidade de cerca de 54 metros. Em 22 de agosto, os mergulhadores recuperaram um segundo corpo, posteriormente identificado como o do piloto, elevando os destroços a uma profundidade de 21 metros. O corpo do co-piloto foi recuperado pela tripulação de uma balsa de passageiros no dia seguinte após ser visto flutuando perto do local do acidente.

## Reacções
O governo convocou uma vigília de oração em uma capela em Manila. A empresa proprietária da aeronave suspendeu suas operações sem esperar por um pedido oficial. Após a recuperação dos restos mortais de Robredo, o presidente Aquino declarou um dia nacional de luto e anunciou que um funeral do estado seria realizado, enquanto as bandeiras eram hasteadas a meio mastro.

## Investigação
O Presidente Aquino revelou detalhes da investigação do acidente e suas descobertas durante uma entrevista à imprensa em 13 de novembro de 2012. A investigação constatou que a manutenção inadequada levou o motor a sofrer uma falha interna, o que provavelmente causaria falhas de funcionamento e operação intermitente da bomba de combustível. A falha foi gradual e a aeronave desenvolveu problemas no motor 23 minutos após a decolagem. No entanto, em vez de voltar para Cebu, o piloto decidiu continuar o vôo, até que o motor falhou completamente 37 minutos depois e a aeronave caiu durante a tentativa subsequente de pousar em Masbate. A investigação determinou que o piloto não usou o procedimento correto para tentar pousar um Piper Seneca com um motor inoperante; e que, durante seu último teste de proficiência de voo, ele não havia sido testado em relação a voar com um motor inoperante.
A investigação constatou que a manutenção do Seneca havia sido realizada pela Aviatour Air, mas que a empresa não estava autorizada ou aprovada para fazê-lo. Ele também constatou que os registros relativos a um voo de teste para renovação do certificado de aeronavegabilidade da aeronave em janeiro de 2012 foram falsificados e que o voo de teste nunca ocorreu. Um inspetor de aeronavegabilidade da Autoridade de Aviação Civil das Filipinas foi suspenso de serviço como resultado, enquanto se aguarda o resultado de uma investigação separada. Representantes da família do piloto e da Aviatour Air contestaram as conclusões.